# Övre Zap

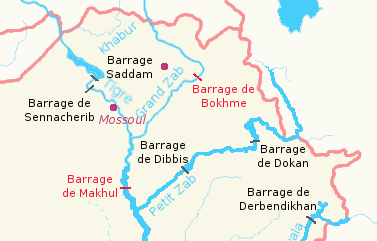
floden Övre Zap

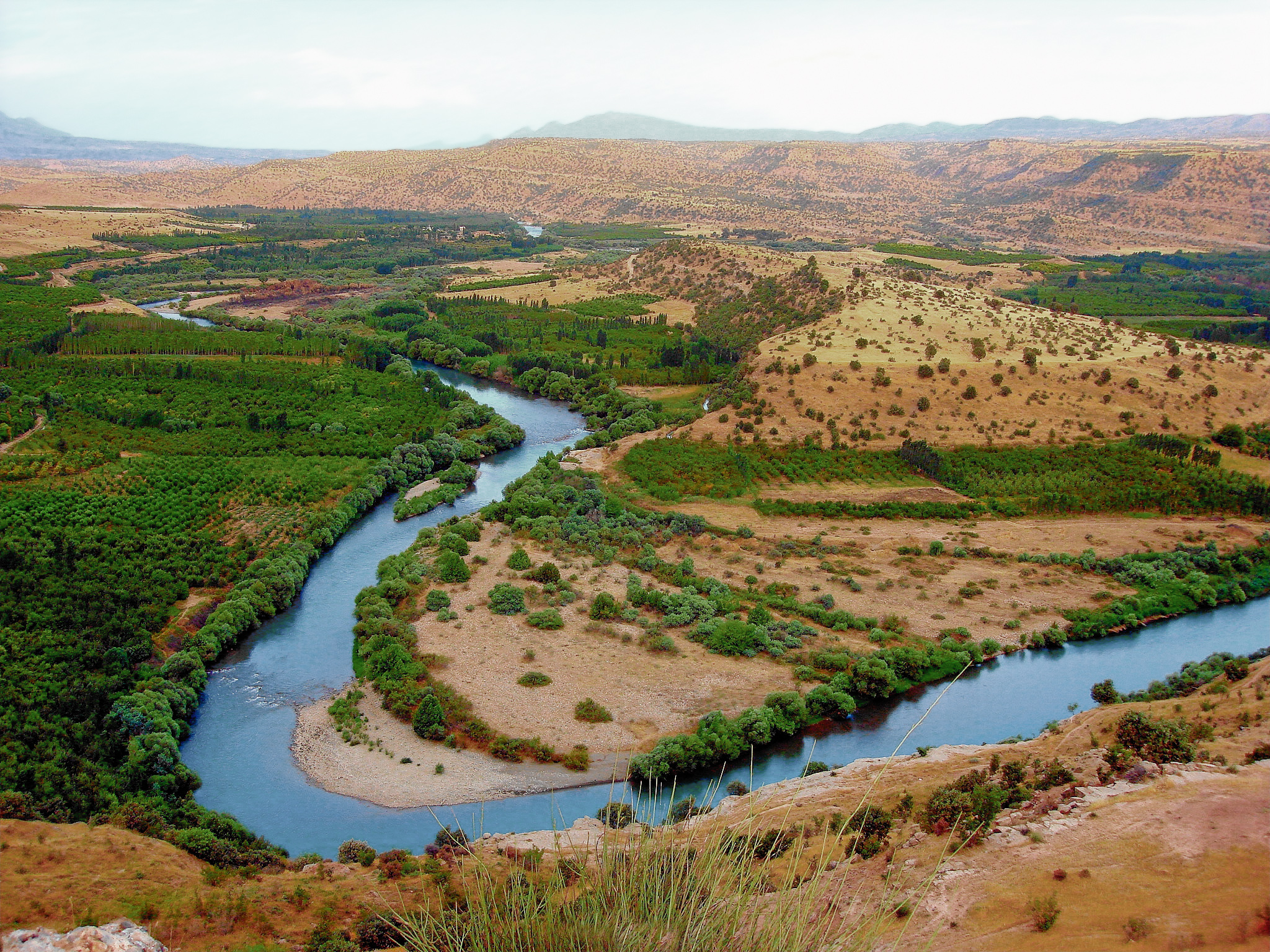
floden Övre Zap i Irakiska Kurdistan

Övre Zap (kurdiska Zēʾ-i Bādinān, arabiska الزاب الأعلى, turkiska Zap, Syriska  ܙܒܐ ܥܠܝܐ ) är en omkring 400 km lång flod mellan Turkiet och Irak. Den har sin källa i Taurusbergen i södra Turkiet och mynnar ut i Tigris i norra Irak.

## Läs mer
Nedre Zap